# کایوسا د انساریا
کایوسا دِ اِنساریا (به اسپانیایی: Callosa de Ensarriá) دهستانی در استان آلیکانتهٔ اسپانیا است.
در این دهستان ۷٬۸۸۸ نفر زندگی می‌کنند. مساحت این دهستان ۳۴٫۷۲ کیلومتر مربع است.